# Xot de Roraima
El xot de Roraima (Megascops roraimae; syn: Megascops vermiculatus roraimae) és una espècie d'ocell de la família dels estrígids (Strigidae). Habita boscos d'Amèrica del Sud, a Bolívia, Equador, Colòmbia, Veneçuela, Guyana, Surinam i nord del Brasil.

## Taxonomia
Segons la llista mundial d'ocells del Congrés Ornitològic Internacional (versió 13.1, gener 2023) aquest tàxon tindria la categoria d'espècie. Tanmateix, altres obres taxonòmiques, com el Handook of the Birds of the World i la quarta versió de la BirdLife International Checklist of the birds of the world (Desembre 2019), el consideren una subespècie del xot vermiculat (Megascops vermiculatus).
La subespècie M. roraimae napensis, que habita als Andes, entre Colòmbia i Bolívia, a vegades es considerada una espècie apart: el xot del Napo (Megascops napensis).